# Космос-1365
Космос-1365 је један од преко 2400 совјетских вјештачких сателита лансираних у оквиру програма Космос.
Космос-1365 је лансиран са космодрома Тјуратам, Бајконур, СССР, 14. маја 1982. Ракета-носач је поставила сателит у орбиту око планете Земље. 